# Peperomia pereirae
Peperomia pereirae är en pepparväxtart som beskrevs av Truman George Yuncker. Peperomia pereirae ingår i släktet peperomior, och familjen pepparväxter. Inga underarter finns listade i Catalogue of Life.